# A Division 1967/1968
League of Ireland Premier Division 1967/68 byla nejvyšší irskou fotbalovou soutěží v sezoně 1967/68. Vítězem se stal a do Poháru mistrů evropských zemí 1968/1969 se kvalifikoval tým Waterford United FC, druhý Dundalk FC si zajistil účast ve Veletržním poháru 1968/1969. Vítězstvím v poháru si zajistil účast v Poháru vítězů pohárů 1968/1969 Shamrock Rovers FC.

## Přehled
Hrálo 12 týmů dvoukolově systémem podzim-jaro, nikdo nesestupoval.

## Tabulka
| Poř. | Tým                      | Z  | V  | R | P  | VG | OG | B  |
| ---- | ------------------------ | -- | -- | - | -- | -- | -- | -- |
| 1.   | Waterford United FC      | 22 | 16 | 2 | 4  | 59 | 18 | 34 |
| 2.   | Dundalk FC               | 22 | 14 | 4 | 6  | 44 | 24 | 30 |
| 3.   | Cork Celtic FC           | 22 | 12 | 6 | 4  | 44 | 24 | 30 |
| 4.   | Shamrock Rovers FC       | 22 | 11 | 5 | 6  | 44 | 26 | 27 |
| 5.   | Drogheda United          | 22 | 10 | 6 | 6  | 33 | 29 | 26 |
| 6.   | Limerick FC              | 22 | 9  | 2 | 11 | 35 | 45 | 20 |
| 7.   | Shelbourne FC            | 22 | 3  | 3 | 11 | 32 | 35 | 19 |
| 8.   | Drumcondra FC            | 22 | 6  | 7 | 9  | 30 | 33 | 19 |
| 9.   | St Patrick's Athletic FC | 22 | 7  | 4 | 11 | 29 | 46 | 18 |
| 10.  | Cork Hibernians FC       | 22 | 6  | 5 | 11 | 19 | 28 | 17 |
| 11.  | Sligo Rovers FC          | 22 | 6  | 4 | 12 | 24 | 48 | 10 |
| 12.  | Bohemian FC              | 22 | 2  | 4 | 16 | 20 | 48 | 8  |

|  | Pohár mistrů evropských zemí 1968/1969 |
|  | Pohár vítězů pohárů 1968/1969          |
|  | Veletržní pohár 1968/1969              |

## Nejlepší střelci
| Pořadí | Hráč              | Tým                 | Branky |
| ------ | ----------------- | ------------------- | ------ |
| 1.     | Carl Davenport    | Cork Celtic FC      | 15     |
| 1.     | Ben Hannigan      | Dundalk FC          | 15     |
| 3.     | Alfie Hale        | Waterford United FC | 14     |
| 4.     | Andy McEvoy       | Limerick FC         | 13     |
| 4.     | John O'Neill      | Waterford United FC | 15     |
| 6.     | Mick Leech        | Shamrock Rovers FC  | 10     |
| 6.     | Joe McGrath       | Limerick FC         | 10     |
| 6.     | Damien Richardson | Shamrock Rovers FC  | 10     |
| 9.     | Mick Conroy       | Shelbourne FC       | 8      |
| 9.     | Johnny Matthews   | Waterford United FC | 8      |